# Tuspo Holzminden
Tuspo Holzminden (offiziell: Turn- und Sportverein Holzminden e. V.) war ein Sportverein aus Holzminden. Die erste Fußballmannschaft spielte von 1949 bis 1953 in der höchsten niedersächsischen Amateurliga.

## Geschichte
Am 18. April 1913 gründeten Schüler den VfB Holzminden, der im Jahre 1939 auf Druck der Nationalsozialisten mit dem MTV 1849 Holzminden zum VfL 1849 Holzminden fusionieren musste. Nach dem Zweiten Weltkrieg wurde daraus Tuspo Holzminden. Unter diesem Namen wurde man 1946 in die erstklassige Oberliga Niedersachsen-Süd aufgenommen, wo man den achten Platz belegte. Damit verpasste Tuspo die neu eingeführte Oberliga Nord und wurde in die Landesliga Hildesheim eingruppiert. Dort wurde man 1948 mit zwei Punkten Rückstand auf den 1. SC Göttingen 05 Vizemeister und schaffte ein Jahr später nur mit Mühe die Qualifikation für die neu geschaffene Amateuroberliga Niedersachsen-Ost. Drei Jahre hielt sich die Mannschaft mit durchschnittlichem Erfolg in dieser Klasse, ehe im Jahre 1953 der Abstieg hingenommen werden musste.
Mit nur zehn Punkten und 123 Gegentoren war die Mannschaft abgeschlagen Letzter geworden. Mit nur einem Punkt Rückstand auf den TSV Giesen wurde Tuspo Vizemeister der Amateurliga 5. Am Saisonende spalteten sich unzufriedene Mitglieder als VfB Holzminden ab. Tuspo wiederum musste 195 aus der Amateurliga absteigen und traf in der Saison 1959/60 erstmals auf den VfB. Im Jahre 1962 gelang Tuspo der Wiederaufstieg in die Amateurliga und wurde auf Anhieb Meister. In der Aufstiegsrunde scheiterte man jedoch an den Sportfreunden Lebenstedt. Ein Jahr später sicherte sich Tuspo die letzte Meisterschaft der Amateurliga und qualifizierte sich für die neue Verbandsliga Süd. 1966 wurden die Holzmindener Meister und schafften den Aufstieg in die Landesliga Niedersachsen, seinerzeit die höchste Amateurliga des Landes.
Mit Rang elf in der Aufstiegssaison erreichte der Verein seinen Höhepunkt. In den folgenden Jahren spielte Tuspo ausschließlich gegen den Abstieg. 1972 wurde man zwar Letzter, blieb jedoch in der Landesliga, weil sowohl Meister VfB Oldenburg als auch der Vize SV Meppen in die Regionalliga Nord aufgestiegen waren. Ein Jahr später folgte dann der endgültige Abstieg aus dem niedersächsischen Oberhaus. Für Tuspo begann eine sportliche Talfahrt. 1975 stieg die Mannschaft aus der Verbandsliga ab und wurde gleich in die Bezirksklasse durchgereicht. Im Jahre 1985 kehrte die Mannschaft noch einmal in die Bezirksoberliga Hannover zurück, musste aber 1991 den Abstieg in die Bezirksklasse hinnehmen.

## Persönlichkeiten
- Werner Guhre
- Wilfried Sigi Horrmann
- Fritz Pliska

## Nachfolgevereine

### Sportfreunde bzw. SC Weser/Solling Holzminden
Am 21. Juni 1991 schloss sich Tuspo dem Lokalrivalen VfL Holzminden/Altendorf an, der seinen Namen in Sportfreunde Holzminden änderte. Im Juli 2005 wurde der Vereinsname in SC Weser/Solling Holzminden geändert. Die Sportfreunde starteten in der Bezirksklasse, kam dort aber nur selten über Mittelmaß hinaus. Im Jahre 1999 stieg die Mannschaft als Tabellenletzter in die Kreisliga ab, schaffte aber den direkten Wiederaufstieg. Im Jahre 2004 mussten die Holzmindener erneut in die Kreisliga absteigen.

### SV 06 Holzminden
Im April 2006 fusionierte der SC Weser/Solling mit dem im Jahre 1986 gegründeten Holzmindener SV zum SV 06 Holzminden. Die Fusion brachte einen neuen Aufschwung und der SV 06 stieg 2007 in die Bezirksliga und zwei Jahre später in die Landesliga Hannover auf. Hier hielt sich der Verein zwei Jahre lang, bevor es wieder runter in die Bezirksliga ging. Die Mannschaft stieg 2012 direkt wieder auf, musste aber in der folgenden Spielzeit erneut in die Bezirksliga absteigen. Die Holzmindener blieben eine Fahrstuhlmannschaft. Im Jahre 2016 stieg die Mannschaft in die Kreisliga ab, schaffte den direkten Wiederaufstieg, musste 2018 wieder den Gang in die Kreisliga antreten. Im Jahre 2022 stiegen die Holzmindener wieder in die Bezirksliga auf, musste aber bereits ein Jahr später wieder absteigen. 2025 scheiterten die Holzmindener in der Relegation zur Bezirksliga am SV 06 Lehrte.
Mit Natasha Kowalski brachte der Verein eine spätere Bundesligaspielerin hervor.